# 마리로르 델리
마리로르 델리(프랑스어: Marie-Laure Delie, 1988년 1월 29일 ~ )는 프랑스의 전직 여자 축구 선수이다. 선수 시절 포지션은 공격수였다.

## 클럽 경력
일드프랑스 지방에 위치한 빌리에르벨의 코트디부아르계 가정에서 태어난 델리는 1995년에 올랭피크 비아름 아니에르에 합류했고 2000년에 도몽 FC로 자리를 옮겼다. 2005년에 프랑스 축구 연맹에서 운영하던 CNFE 클레르퐁텐에 합류했으며 2007년에 파리 생제르맹으로 이적했다. 델리는 2차례의 시즌 동안에 리그와 컵 대회에서 3경기에 선발 출전하는 데에 그쳤음에도 불구하고 27경기에 출전하여 21골을 기록했다.
델리는 2008년에 HSC 몽펠리에로 이적했으며 2008-09 시즌에서 팀의 쿠프 드 프랑스 페미닌 우승에 기여했다. 또한 2009-10 시즌부터 2011-12 시즌까지 팀의 쿠프 드 프랑스 3회 연속 준우승에 기여했다. 2013년 7월에 파리 생제르맹으로 이적한 델리는 2013-14 시즌에서 디비지옹 1 페미닌 득점 순위 2위를 차지하면서 팀의 리그 준우승에 기여했다. 2014-15 시즌에서는 파리 생제르맹의 디비지옹 1 페미닌 준우승, UEFA 여자 챔피언스리그 준우승에 기여했고 2015-16 시즌에서는 파리 생제르맹의 디비지옹 1 페미닌 준우승에 기여했다.
델리는 2016-17 시즌에서 파리 생제르맹의 쿠프 드 프랑스 준우승과 UEFA 챔피언스리그 준우승에 기여했으며 2017-18 시즌에서 파리 생제르맹의 디비지옹 1 페미닌 준우승, 쿠프 드 프랑스 페미닌 우승에 기여했다. 2018년에는 디비지옹 1 페미닌으로 새로 승격된 FC 메스로 자리를 옮겼고 2018-19 디비지옹 1 페미닌 시즌에서 리그 24경기에 출전했다. 델리는 2019년에 스페인 프리메라 디비시온 페메니나 소속 여자 축구 클럽인 마드리드 CFF로 이적했으나 2019-20 프리메라 디비시온 페메니나 시즌에서 리그 8경기에 출전하여 1골을 기록하는 데에 그쳤고 2020년 3월에 선수 생활을 마감하게 된다.

## 국가대표 경력
델리는 2005년부터 2008년까지 프랑스 여자 U-17, U-19, U-20 축구 국가대표팀 선수로 활동하면서 39경기에서 32골을 기록했다. 아이슬란드에서 개최된 2007년 UEFA U-19 여자 축구 선수권 대회에서는 3골을 기록하면서 프랑스의 준결승전 진출에 기여했다.
델리는 2009년 9월 23일에 열린 크로아티아와의 2011년 FIFA 여자 월드컵 유럽 지역 예선 원정 경기에 출전하면서 프랑스 여자 축구 국가대표팀 선수로 데뷔했다. 또한 해당 경기에서 자신의 국가대표팀 첫 골을 기록하면서 프랑스의 7-0 승리에 기여했다. 독일에서 개최된 2011년 FIFA 여자 월드컵에서는 프랑스가 4위를 차지하는 데에 기여했다. 특히 나이지리아와의 조별 예선 경기에서는 외제니 르 소메르가 올린 크로스를 결승골로 마무리하면서 프랑스의 1-0 승리에 기여했다. 독일과의 조별 예선 경기에서도 프랑스의 1번째 골을 기록했으나 프랑스는 독일에 2-4 패배를 기록했다.
델리는 2012년 런던 하계 올림픽에서 6경기에 모두 출전하여 미국, 조선민주주의인민공화국과의 조별 예선 경기에서 2골을 기록했는데 프랑스는 4위를 차지했다. 스웨덴에서 개최된 UEFA 여자 유로 2013에서는 러시아와의 조별 예선 경기에서 2골을 기록하여 프랑스의 3-1 승리에 기여했으나 스웨덴과의 조별 예선 경기에서 부상을 당하면서 중도 하차하게 된다. 캐나다에서 개최된 2015년 FIFA 여자 월드컵에서는 멕시코와의 조별 예선 경기에서 프랑스의 1번째 골을 기록하여 프랑스의 5-0 승리에 기여했고 대한민국과의 16강전 경기에서는 2골을 기록하여 프랑스의 3-0 승리에 기여했다.
델리는 2016년 3월 9일에 미국 보카러톤에서 열린 잉글랜드와의 시빌리브스컵 경기에서 A매치 100경기 출전 기록을 수립했는데 프랑스는 잉글랜드와 0-0 무승부를 기록했다. 2016년 리우데자네이루 하계 올림픽과 네덜란드에서 개최된 UEFA 여자 유로 2017에도 참가했으나 득점은 기록하지 못했다. 2020년에 국가대표팀에서 은퇴할 때까지 123경기에서 6골을 기록했는데 이는 프랑스 여자 축구 국가대표팀에서 3번째로 높은 개인 최다 득점 기록이다.

## 수상
몽펠리에 HSC
- 쿠프 드 프랑스 페미닌 1회 우승 (2009), 3회 준우승 (2010, 2011, 2012)

파리 생제르맹
- 디비지옹 1 페미닌 4회 준우승 (2014, 2015, 2016, 2018)
- 쿠프 드 프랑스 1회 우승 (2018), 2회 준우승 (2014, 2017)
- UEFA 여자 챔피언스리그 2회 준우승 (2015, 2017)